# Muhammad Abbas
Muhammad Abbas hoặc Mohammad Abbas hoặc Mohammad Abbas có thể dùng để chỉ:
- Mohammad Abbas (cricketer), cricketer người Pakistan
- Mohammad Abbas Ansari, giáo sĩ Kashmir
- Mohammad Abbas Baig, tướng Pakistan
- Mohammad Abbas Abbasi (thống đốc), thống đốc bang Punjab
- Muhammad Abbas (vận động viên trượt tuyết) (sinh năm 1986), vận động viên trượt tuyết núi cao Pakistan
- Muhammad I Abu 'l-Abbas (mất năm 856), tiểu vương thứ năm của Aghlabids ở Ifriqiya
- Mohammed Abbas (người chơi squash) (sinh năm 1980), người chơi squash đại diện cho Ai Cập
- Mohammed Abbas (giải bóng bầu dục), cầu thủ bóng bầu dục sinh ra ở Úc, người đại diện cho Liban
- Mohammed Abbas (vận động viên bơi lội), vận động viên bơi lội người Iraq